# Lancia di luce

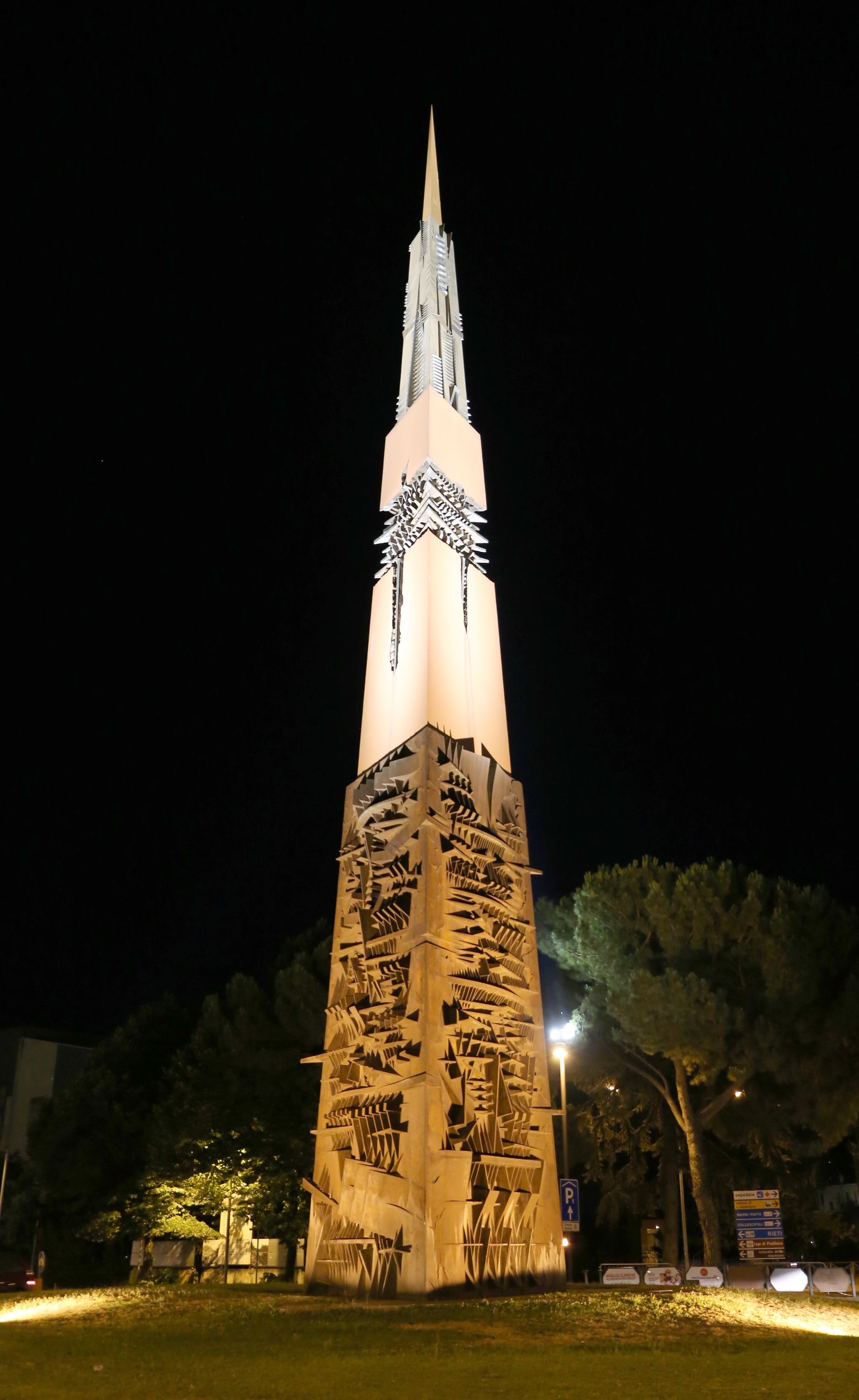
La Lancia di luce.

La lancia di luce è un obelisco dello scultore italiano Arnaldo Pomodoro realizzata dal 1984 al 1991. L'opera è ora esposta nel comune umbro di Terni. L'obelisco è alto 30 metri e alla base  misura 5 metri per lato.
La miriade di fratture, gli inserti e gli effetti chiaroscurali rappresentano l'evoluzione moderna della città e delle sue celebri acciaierie e un monito verso i traguardi tecnologici stessi. Assemblato con tecniche industriali, l’obelisco si slancia nella sezione terminale e assume un aspetto diverso in base all'angolo visuale dell'osservatore e ai diversi momenti della giornata.